# Mikey Lajos
Mikey Lajos; Csizmadia (Cegléd, 1846. december 26. – Szabadka, 1892. december 18.) színész, rendező, színműíró.

## Pályafutása
Csizmadia Dániel és Sági Julianna fiaként született, 1846. december 29-én keresztelték Cegléden. 1864 decemberében lépett fel először a budai Népszínházban. Ezt követően vidéken működött, Aradon id. Szilágyi Bélánál, majd Miskolcon és Kassán. 1874-ben játszott Szegeden is működött és nagy népszerűségre tett szert. Legnagyobb sikereit Győrben aratta, ahol főszerepeket alakított, és rendezéssel is foglalkozott. 1889. december 9-én Aradon ünnepelte pályája 25 éves jubileumát, a »Nagyapó« címszerepét alakította. A bajai sírkertben helyezték örök nyugalomra, temetésén Lévay Gyula mondott búcsúbeszédet. Temetési költségéhez 20 forinttal járult hozzá a város. Felesége Dániel Katalin (Kolozsvár, 1850.–Kassa, 1910. október 7.) színésznő volt. Leányuk Mikey Bözsi, férje Szőllősi Gyula, később Simándy József.

## Fontosabb szerepei
- Derrik (Planquette: Ripp v. Winkle);
- Szellemfi (Szigligeti Ede: Liliomfi);
- Bankó Béni (Csiky Gergely: Proletárok);
- Cardinet (Meilhac-Halévy: A kigyógyult házaspár).

## Főbb műve
- A koldusasszony bosszúja (bemutató: Győr, 1883).

## Működési adatai
- 1864–65, 1876–77, 1889–90: Arad;
- 1868, 1877–78, 1890–91: Miskolc;
- 1869–73, 1884–86: Kassa;
- 1873: Buda;
- 1873–74: Kecskemét;
- 1874–75, 1877–78, 1888–89: Szeged;
- 1877: Sopron;
- 1878–81, 1883–84, 1886–88: Győr–Sopron–Szombathely;
- 1881–83: Pozsony;
- 1891-től: Szabadka.